# Pyrgomantis wellmanni
Pyrgomantis wellmanni es una especie de mantis de la familia Tarachodidae.

## Distribución geográfica
Se encuentra en Angola.